# Камподарсего
Кампода̀рсего (на италиански: Campodarsego) е град и община в Северна Италия, провинция Падуа, регион Венето. Разположен е на 17 m надморска височина. Населението на общината е 14 247 души (към 2014 г.).